# Buffalo Bills
Buffalo Bills je profesionalni klub američkog nogometa iz Orchard Parka (predgrađa Buffala) u državi New York.
Klub je osnovan 1960. te je igrao u istočnoj diviziji AFL lige do 1969. Od ujedinjenja AFL i NFL lige 1970. Billsi igraju u istočnoj diviziji AFC konferencije NFL lige. Osvojili su dva naslova prvaka AFL lige, a otkada su članovi NFL lige, može se reći da im je zlatno doba od kraja osamdesetih pa do kraja devedesetih godina prošlog stoljeća, kada su ušli u playoff čak 10 puta i pritom igrali 4 puta zaredom u Super Bowlu (1990. – 1993.).

## Povijest kluba

### Počeci u AFL-u
Svojih prvih deset sezona Billsi su igrali u AFL ligi, i to s dosta uspjeha. Nakon dvije početne sezone s gubitničkim omjerom, Billsi su uhvatili ritam te od 1964. do 1966. osvojili svoju diviziju tri puta zaredom.  Naslov prvaka AFL-a su osvojili 1964. i 1965., svaki put protiv San Diego Chargersa, rezultatima 20:7 i 23:0. Zadnje tri sezone NFL-a bile su dosta loše za Billse, u 42 utakmice pobijedili su samo 9 puta. Tijekom deset sezona u AFL-u, Billsi su ostali zapamćeni kao momčad s odličnom obranom, u ligi koja je ipak više bila poznata po napadačkoj igri.

### Prve sezone u NFL-u
Svoju prvu sezonu u NFL-u Billsi su završili sa samo 3 pobjede. Iduća sezona, 1971., bila je još gora. Billsi su ju završili s najmanje pobjeda, najmanje postignutih poena i najviše primljenih poena u čitavoj ligi. Međutim, sve se promijenilo 1973. Billsi su se preselili na novi stadion (Rich Stadium) i imali pobjedničku sezonu (9 pobjeda i 5 poraza). Također, njihova glavna zvijezda running back O.J. Simpson, imao je preko 2000 jarda probijanja i to sa samo 14 odigranih utakmica u sezoni (danas se igra 16). Sljedeću sezonu su ponovili uspjeh te se i plasirali u playoff, gdje su ih u prvoj utakmici porazili Pittsburgh Steelersi Terryja Bradshawa i Franca Harrisa. Billsi su se nakon pobjedničkih sezona ponovno plasirali u doigravanje 1980. i 1981., gdje su dolazili do divizijske runde.

### Uspon na vrh
Nakon nekoliko loših sezona, Billsi su ponovno bili u usponu potkraj osamdesetih. Za to je dobrim dijelom bio zaslužan raspad konkurentske nogometne lige USFL, iz koje su nakon raspada Billsi uzeli nekoliko odličnih igrača. Od 1988. do 1995. Billsi su osvajali diviziju 6 puta. Billsi su dogurali do konferencijskog finala 1988. kad su poraženi od Cincinnatija, a godinu kasnije do divizijskog kad su poraženi od Clevelanda.

### Od četiri uzastopna Super Bowla do danas
Billsi su sezonu 1990. završili s 13 pobjeda, te s još dvije pobjede u doigravanju (među kojima dominantna pobjeda nad Los Angeles Raidersima od 51:3) došli do svojeg prvog Super Bowla. Tu su bili veliki favorit nad New York Giantsima, ali su u bliskoj utakmici izgubili 20:19. 
Prilika za popravak dojma došla je godinu kasnije. Nakon još jedne sezone s 13 pobjeda i još dvije pobjede u doigravanju, u finalu su ih čekali Washington Redskinsi. Ovaj put su Redskinsi imali ulogu favorita, koju su i opravdali pobjedom 37:24. 
I treću sezonu zaredom (1992.) Billsi su došli do Super Bowla, ovaj put protiv Dallas Cowboysa. U toj utakmici Billsi su glatko poraženi s 52:17 te postali prva momčad u povijesti koja je izgubila u tri Super Bowla zaredom.
Billsi su sljedeće sezone dobili još jednu šansu. Nakon sezone završene omjerom 12-4, i pobjeda u playoffu protiv Los Angeles Raidersa i Kansas City Chiefsa, u finalnoj utakmici su ih opet čekali Cowboysi. Cowboysi, s Troyom Aikmanom kao quarterbackom, opet su izašli kao pobjednici, rezultat je bio 30:13 za Dallas.
Nakon četvrtog izgubljenog finala, Billsi su počeli posustajati. Iako su u idućih 6 sezona ušli 4 puta u doigravanje, nisu uspjeli nijednom doći do Super Bowla. Štoviše, 1999. je bilo njihovo zadnje pojavljivanje u doigravanju do danas, što je trenutno najduži period od svih klubova u NFL-u.

## Učinak po sezonama od 2008.
| Sezona | Liga | Konferencija | Divizija | Regularni dio sezone | Regularni dio sezone | Regularni dio sezone | Regularni dio sezone | Uspjeh u doigravanju       |
| Sezona | Liga | Konferencija | Divizija | Poz.                 | Pob.                 | Por.                 | Ner.                 | Uspjeh u doigravanju       |
| ------ | ---- | ------------ | -------- | -------------------- | -------------------- | -------------------- | -------------------- | -------------------------- |
| 2008.  | NFL  | AFC          | Istok    | 4.                   | 7                    | 9                    | 0                    |                            |
| 2009.  | NFL  | AFC          | Istok    | 4.                   | 6                    | 10                   | 0                    |                            |
| 2010.  | NFL  | AFC          | Istok    | 4.                   | 4                    | 12                   | 0                    |                            |
| 2011.  | NFL  | AFC          | Istok    | 4.                   | 6                    | 10                   | 0                    |                            |
| 2012.  | NFL  | AFC          | Istok    | 4.                   | 6                    | 10                   | 0                    |                            |
| 2013.  | NFL  | AFC          | Istok    | 4.                   | 6                    | 10                   | 0                    |                            |
| 2014.  | NFL  | AFC          | Istok    | 2.                   | 9                    | 7                    | 0                    |                            |
| 2015.  | NFL  | AFC          | Istok    | 3.                   | 8                    | 8                    | 0                    |                            |
| 2016.  | NFL  | AFC          | Istok    | 3.                   | 7                    | 9                    | 0                    |                            |
| 2017.  | NFL  | AFC          | Istok    | 2.                   | 9                    | 7                    | 0                    | poraženi u wild-card rundi |
| 2018.  | NFL  | AFC          | Istok    | 4.                   | 6                    | 10                   | 0                    |                            |

### Članovi Kuće slavnih NFL-a
- Billy Shaw (u klubu od 1961. do 1969.)
- O.J. Simpson (1969. – 1977.)
- Joe DeLamielleure (1973. – 1979., 1985.)
- Andre Reed (1985. – 1999.)
- Bruce Smith (1985. – 1999.)
- Jim Kelly (1986. – 1996.)
- Marv Levy (1986. – 1997.)
- Thurman Thomas (1988. – 1999.)
- James Lofton (1989. – 1992.)

- Ralph Wilson, Jr. (vlasnik i osnivač) (1960. do danas)